# 學院站
學院站（法語：Station du Collège）位於加拿大魁北克省蒙特利爾市聖洛康區，是蒙特利爾地鐵2號線其中一個車站。

## 出口
本站有两个出口，分别是Du College和Catier。

## 接驳巴士
- 17 Décarie
- 17 Décarie
- 72 Alfred-Nobel
- 73 Dalton
- 76 McArthur
- 117 O'Brien
- 128 Ville-Saint-Laurent
- 175 Griffith/Saint-François
- 202 Dawson
- 409 Express Des Sources
- 460 Métropolitaine
- 371 Décarie （夜晚及凌晨路线）

## 外部連結
- （法文）（英文）蒙特利爾交通局：學院站（页面存档备份，存于）（英文）（页面存档备份，存于）
- （法文）（英文）：學院站（页面存档备份，存于）（英文）（页面存档备份，存于），含有學院站的資訊、歷史、車站結構與藝術品資料。